# 元町 (厚木市)
元町（もとちょう）は、神奈川県厚木市に存在する町丁である。丁目の設定のない単独町名である。住居表示実施済区域。

## 地理
厚木市の町丁である元町は、当市内の小田急小田原線本厚木駅から北、相模川や小鮎川付近に位置している。周辺の他の町丁や大字では、南は東町や寿町、西は松枝、北や東は厚木（大字）と隣り合う（厚木を跨いですぐ相模川や小鮎川に接する）。

## 歴史
- 1965年（昭和40年）7月1日 - 住居表示の設定に伴い、厚木の一部を分離し、元町を新設[5]。

## 世帯数と人口
2021年（令和3年）3月1日現在（厚木市発表）の世帯数と人口は以下の通りである。
| 町丁 | 世帯数 | 人口    |
| ---- | ------ | ------- |
| 元町 |        | 1,430人 |

### 人口の変遷
国勢調査による人口の推移。
| 年                 | 人口  |
| ------------------ | ----- |
| 1995年（平成7年）  | 1,470 |
| 2000年（平成12年） | 1,684 |
| 2005年（平成17年） | 1,555 |
| 2010年（平成22年） | 1,494 |
| 2015年（平成27年） | 1,536 |
| 2020年（令和2年）  | 1,510 |

### 世帯数の変遷
国勢調査による世帯数の推移。
| 年                 | 世帯数 |
| ------------------ | ------ |
| 1995年（平成7年）  | 676    |
| 2000年（平成12年） | 814    |
| 2005年（平成17年） | 791    |
| 2010年（平成22年） | 735    |
| 2015年（平成27年） | 798    |
| 2020年（令和2年）  | 853    |

## 学区
市立小・中学校に通う場合、学区は以下の通りとなる（2022年10月時点）。
- 番・番地等 : 全域
  - 小学校 : 厚木市立厚木小学校
  - 中学校 : 厚木市立厚木中学校

## 事業所
2021年（令和3年）現在の経済センサス調査による事業所数と従業員数は以下の通りである。
| 町丁 | 事業所数 | 従業員数 |
| ---- | -------- | -------- |
| 元町 | 54事業所 | 287人    |

### 事業者数の変遷
経済センサスによる事業所数の推移。
| 年                 | 事業者数 |
| ------------------ | -------- |
| 2016年（平成28年） | 49       |
| 2021年（令和3年）  | 54       |

### 従業員数の変遷
経済センサスによる従業員数の推移。
| 年                 | 従業員数 |
| ------------------ | -------- |
| 2016年（平成28年） | 306      |
| 2021年（令和3年）  | 287      |

## 交通
- 道路
  - 神奈川県道43号藤沢厚木線
  - 神奈川県道601号酒井金田線

この2つの県道は元町交差点で交差する。
- 路線バス
  - 神奈川中央交通（神奈中バス）の厚木営業所のバスの一部が、本厚木駅から当町丁内には上記の県道を経由し各地域まで運行している。

- 鉄道
  - 小田急小田原線の本厚木駅（泉町）は当町丁から南方にあり、上記の神奈中バスなどを使って移動できる。

## 周辺
- 厚木神社

## その他

### 日本郵便
- 郵便番号 : 243-0002[3]（集配局 : 厚木郵便局[16]）。